# Batavi (musikalbum)
Batavi är det tredje studioalbumet med det nederländska folk metal/viking metal-bandet Heidevolk. Albumet släpptes i mars 2012 genom skivbolaget Napalm Records.  Albumets titel och tema är en hänvisning till bataver, en av de germanska stammar som var bosatta vid floden Rhens mynning i nuvarande Zeeland.

## Låtlista
1. "Een nieuw begin" – 3:57
2. "De toekomst lonkt" – 4:26
3. "Het verbond met Rome" – 5:08
4. "Wapenbroeders" – 4:00
5. "In het woud gezworen" – 6:39
6. "Veleda" (instrumental) – 2:30
7. "Als de dood weer naar ons lacht" – 3:51
8. "Einde der zege" – 4:06
9. "Vrijgevochten" – 5:08

## Medverkande
Musiker (Heidevolk-medlemmar)
- Joris den Boghtdrincker (Joris van Gelre) – sång
- Joost Vellenknotscher (Joost Westdijk) – trummor
- Reamon Bomenbreker (Reamon Bloem) – gitarr
- Mark Splintervuyscht (Mark Bockting) – sång
- Rowan Roodbaert (Rowan Middelwijk) – basgitarr
- Kevin Olinga – gitarr

Bidragande musiker
- Irma Vos – violin
- Corinna Tenbuss – flöjt

Produktion
- Nico van Montfort – ljudtekniker
- Peter Tägtgren – ljudmix
- Jonas Kjellgren – mastering
- Klaas Lageveen – omslagskonst
- Awik Balaian – omslagskonst